# Mil W-7
Der Mil W-7 (russisch Миль В-7) ist ein sowjetischer Experimentalhubschrauber mit Blattspitzenantrieb.

## Vorgeschichte
Nach dem Ende des Zweiten Weltkriegs wurde die Drehflüglerentwicklung in der Sowjetunion, die in den Kriegsjahren nur eingeschränkt betrieben worden war, forciert. Michail Mil eröffnete 1948 sein eigenes OKB und noch im selben Jahr erschien mit der Mi-1 der erste in Massen hergestellte Hubschrauber der UdSSR. Im OKB von Iwan Bratuchin beschäftigte man sich dagegen mit Alternativen zum konventionellen Kolbenmotor als Hubschrauberantrieb. Bratuchin hatte sich schon seit den 1930er Jahren mit Trag- und Hubschrauberkonstruktionen befasst und einige originelle Entwürfe zur Erprobung gebracht, unter anderem den zweirotorigen Bratuchin Omega von 1943, der eine ähnliche Auslegung der Rotoren wie der spätere schwere Transporthubschrauber W-12 besaß und von dem zwei Prototypen erprobt wurden. 1949 wurde die Möglichkeit eines Pulsoantriebs ins Auge gefasst. Ein Omega-Hubschrauber wurde solchermaßen an den Rotorblätterenden mit PuWRD-Pulso-Schubrohren, die von Wladimir Tschelomei entwickelt worden waren, ausgestattet. Bis 1952 wurde die nun M-1 genannte Konstruktion erprobt und in Auswertung der Testergebnisse wurde der Bau eines kleinen, blattspitzengetriebenen Hubschraubers beschlossen.

## Entwicklung
Die Ergebnisse der Erprobung des M-1 wurden dem OKB Mil übergeben, dass ab 1953 mit der Projektierung eines kleinen, viersitzigen Hubschraubers begann, der als „Lufttaxi“ eingesetzt werden und die großen Entfernungen innerhalb der Sowjetunion überbrücken helfen sollte. Militärisch lag eine Verwendung als Artilleriebeobachter nahe.
Ein erstes Modell wurde im März 1958 von einer staatlichen Kommission in Augenschein genommen, die einen Auftrag über fünf des als W-7 (für Wertoljot, Hubschrauber) bezeichneten Hubschraubers erteilte. Zur Stabilisierung sollte der W-7 am Heckausleger mit einer vertikalen Flosse ausgestattet werden, jedoch zeigten im ZAGI durchgeführte Windkanalversuche, dass diese für diesen Zweck nicht ausreichte. Sie wurde deshalb durch einen Heckrotor ersetzt, der mit dem Hauptrotor verbunden war und gleichsam durch diesen angetrieben wurde. Der zweiblättrige Hauptrotor erhielt seinerseits an den Enden je ein AI-7-Strahltriebwerk, deren Kraftstoffversorgung durch in den Blättern befindlichen Behältern gewährleistet wurde.
Der Bau des Prototyps begann 1959. Am 10. Februar 1962 erfolgte ein erster Testflug, wegen des neuartigen Antriebssystems unbemannt und an Seilen kurz über dem Boden schwebend. Dabei wurden durch die ungebremste Kraftentfaltung der Triebwerke die Rotorblätter deformiert. Die Tests wurden deshalb unterbrochen, die Schäden beseitigt und neue, vom ZIAM entwickelte MD-3-Triebwerke angebaut. Nach über dreijähriger Unterbrechung wurde die Erprobung im April 1965 schließlich wieder aufgenommen. Mittlerweile war von einem Einsatz des Blattspitzenantriebs aber schon Abstand genommen worden. Die Testreihe wurde deshalb abgebrochen und das Projekt eingestellt. Der einzige gebaute W-7 kann im Museum der russischen Luftstreitkräfte besichtigt werden.

## Technische Daten
| Kenngröße             | Daten                          |
| --------------------- | ------------------------------ |
| Besatzung             | 1                              |
| Passagiere            | 3                              |
| Länge                 | 6,23 m                         |
| Höhe                  | 2,91 m                         |
| Rotorkreisdurchmesser | 11,60 m                        |
| Leermasse             | 730 kg                         |
| Startmasse            | normal 835 kg maximal 1.050 kg |
| Antrieb               | zwei AI-7                      |